# Puente del Tyne
El puente del Tyne es un arco de tablero pasante de acero, situado sobre el río Tyne en la Región del Nordeste de Inglaterra, que une Newcastle upon Tyne y Gateshead. Fue diseñado por la firma de ingeniería Mott, Hay and Anderson, que posteriormente proyectó el puente Forth Road, y fue construido por Dorman Long and Co. de Middlesbrough. El rey Jorge V lo inauguró oficialmente el 10 de octubre de 1928, y desde entonces se ha convertido en un símbolo representativo de Tyneside. Está clasificado como la décima edificación más alta de Newcastle.

## Historia de la construcción

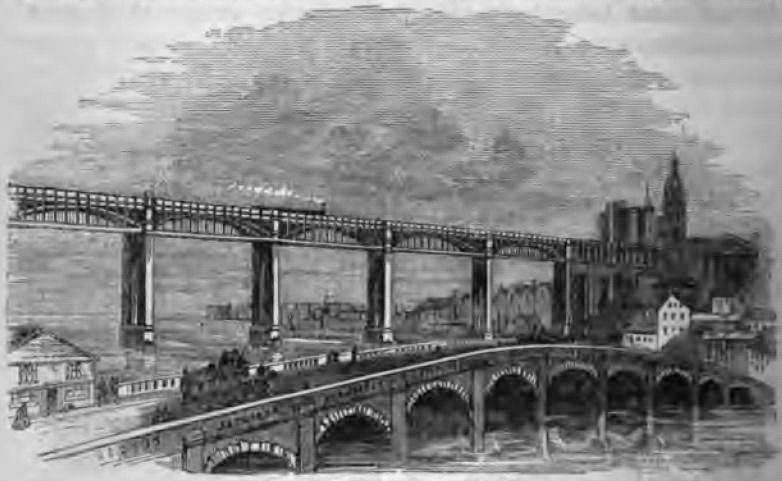
El puente de piedra de 1781, con el puente Alto al fondo, a partir de una ilustración de 1861

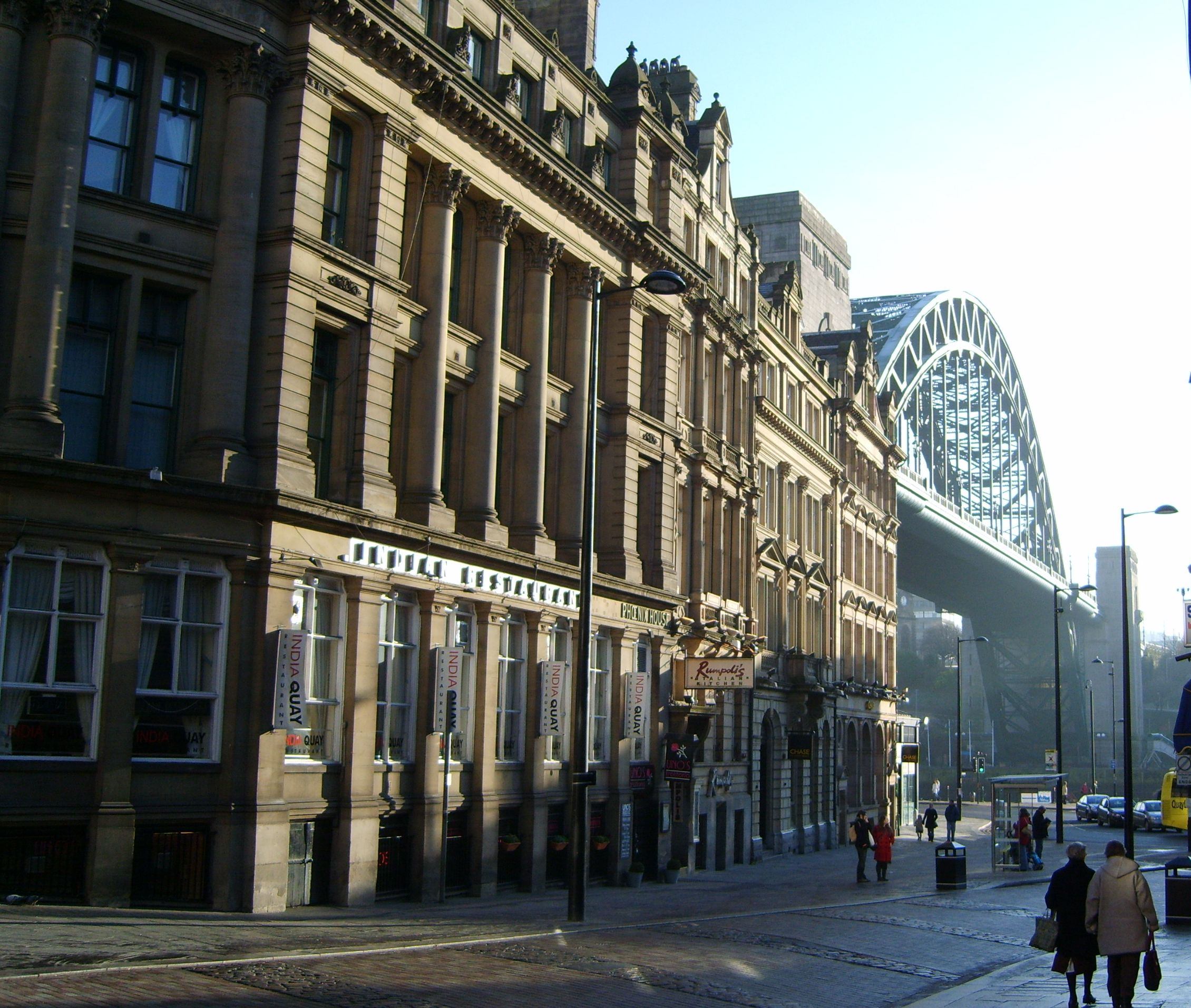
El puente del Tyne visto desde Quayside

El primer puente que cruzó el Tyne, el Pons Aelius, fue construido por los romanos alrededor del año 122 en el lugar del actual puente giratorio.
Una serie de puentes de madera se perdieron por incendios o inundaciones, y los planes para construir un puente de piedra se iniciaron alrededor de 1250, con el apoyo de los terratenientes locales y de los obispos de Durham, York y Caithness. Este puente resultó dañado por una inundación en 1339. Las reparaciones resultaron costosas y se realizaron en secciones, y no fue completamente reparado ( manteniéndose como un puente en parte de piedra y en parte de madera) hasta el siglo XVI, siendo parcialmente destruido de nuevo por la gran riada de noviembre de 1771.
Más adelante se comenzó a construir un nuevo puente de piedra, después de que el ayuntamiento solicitara autorización al Parlamento. Sir Matthew White Ridley colocó la primera piedra en el lado norte el 25 de abril de 1775, y la primera piedra del lado sur se colocó en 1776. Las obras se completaron el 13 de septiembre de 1779, a un costo estimado de entre 30.000 y 60.000 libras.
Las obras de un puente moderno comenzaron en agosto de 1925, con Dorman Long actuando como contratista de construcción. A pesar de los peligros de las obras, solo un trabajador, Nathaniel Collins, un operario padre de cuatro hijos y vecino de South Shields, murió en la construcción de la estructura.
El Tyne Bridge fue diseñado por la firma Mott, Hay and Anderson, con una configuración comparable a la de su versión del puente de la bahía de Sídney. Estos puentes a su vez estaban inspirados en el diseño del puente de Hell Gate en Nueva York. El equipo de Dorman Long también destacó por emplear a Dorothy Buchanan, la primera mujer miembro de la Institución de Ingenieros Civiles, que se unió a la compañía en 1927. Además de su contribución al puente del Tyne, formó parte del equipo del puente de la bahía de Sídney y del puente de Lambeth en Londres.
El puente se completó el 25 de febrero de 1928 y fue inaugurado oficialmente el 10 de octubre de ese año por el rey Jorge V y la reina María, quienes fueron los primeros en cruzar el puente a bordo de su automóvil Ascot Landau. A la ceremonia de inauguración asistieron 20.000 escolares, a los que se les había concedido el día libre. Movietone News grabó el discurso pronunciado por el rey.
Las torres del puente del Tyne se construyeron con granito de Cornualles y fueron diseñadas por el arquitecto local Robert Burns Dick como edificaciones de cinco plantas. Pero los pisos interiores de las torres del puente no se completaron y, como resultado, las áreas interiores nunca se utilizaron. En la torre norte se construyó un ascensor para pasajeros y mercancías, que ya no está en uso, para dar acceso al Quayside. Aunque también se incluyó un hueco de ascensor en la torre sur, nunca se instaló ningún ascensor.
El diseño del puente utiliza un arco parabólico.
El puente fue pintado originalmente de verde con una pintura especial fabricada por J. Dampney, Tonbridge, Tingate Co. de Gateshead. Se utilizaron los mismos colores para pintar el puente en 2000.

## Información técnica
| Longitud total           | 389 metros (425,4 yd)      |
| Luz del arco             | 161,8 metros (176,9 yd)    |
| Subida del arco          | 55 metros (60,1 yd)        |
| Gálibo                   | 26 metros (28,4 yd)        |
| Altura                   | 59 metros (64,5 yd)        |
| Anchura                  | 17,08 metros (18,7 yd)     |
| Acero etructural         | 7122 toneladas (7009,5 LT) |
| Número total de remaches | 777.124                    |

## Otros eventos

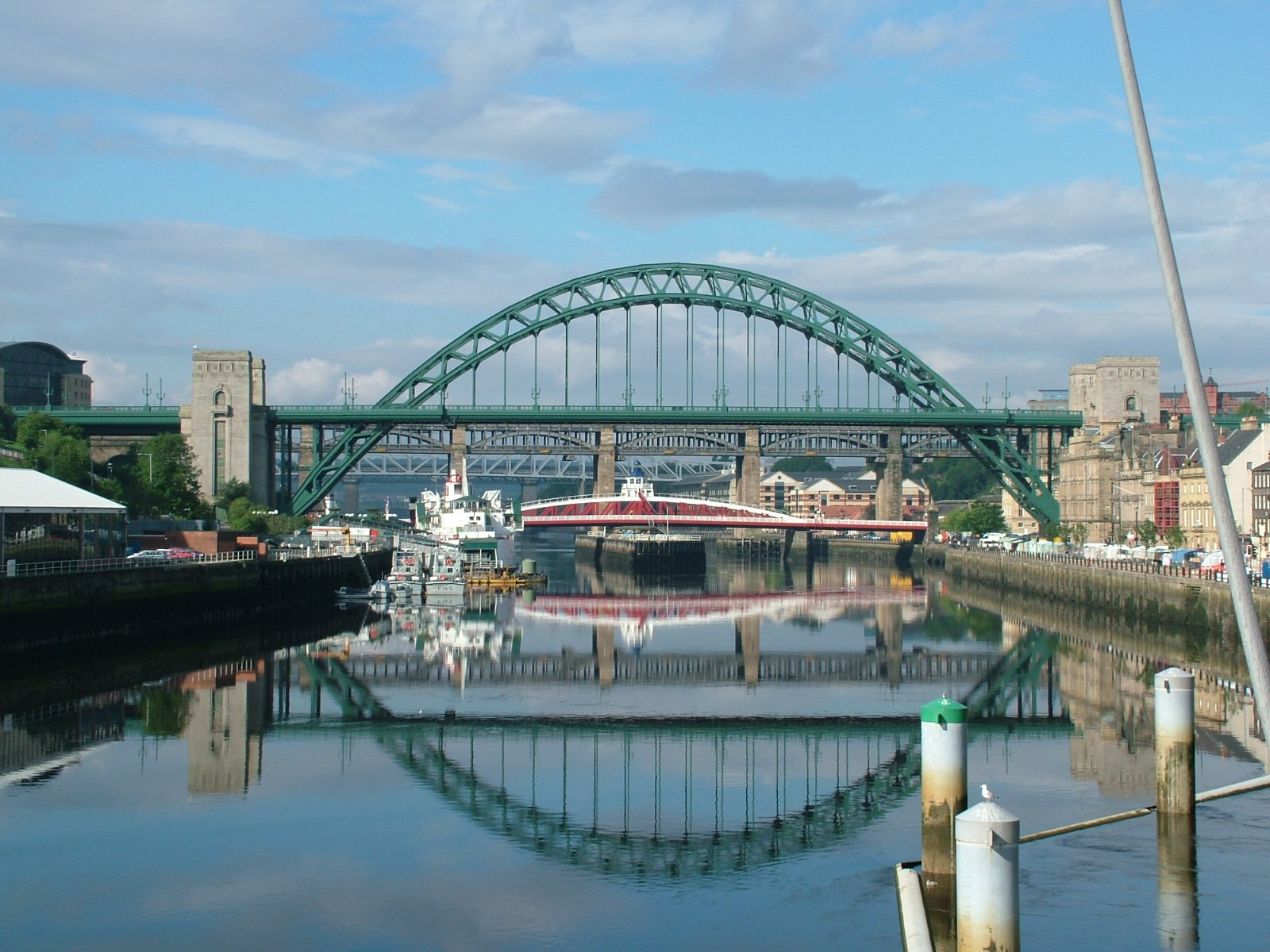
El puente Tyne, en verde, visto desde el puente del Milenio (Gateshead)

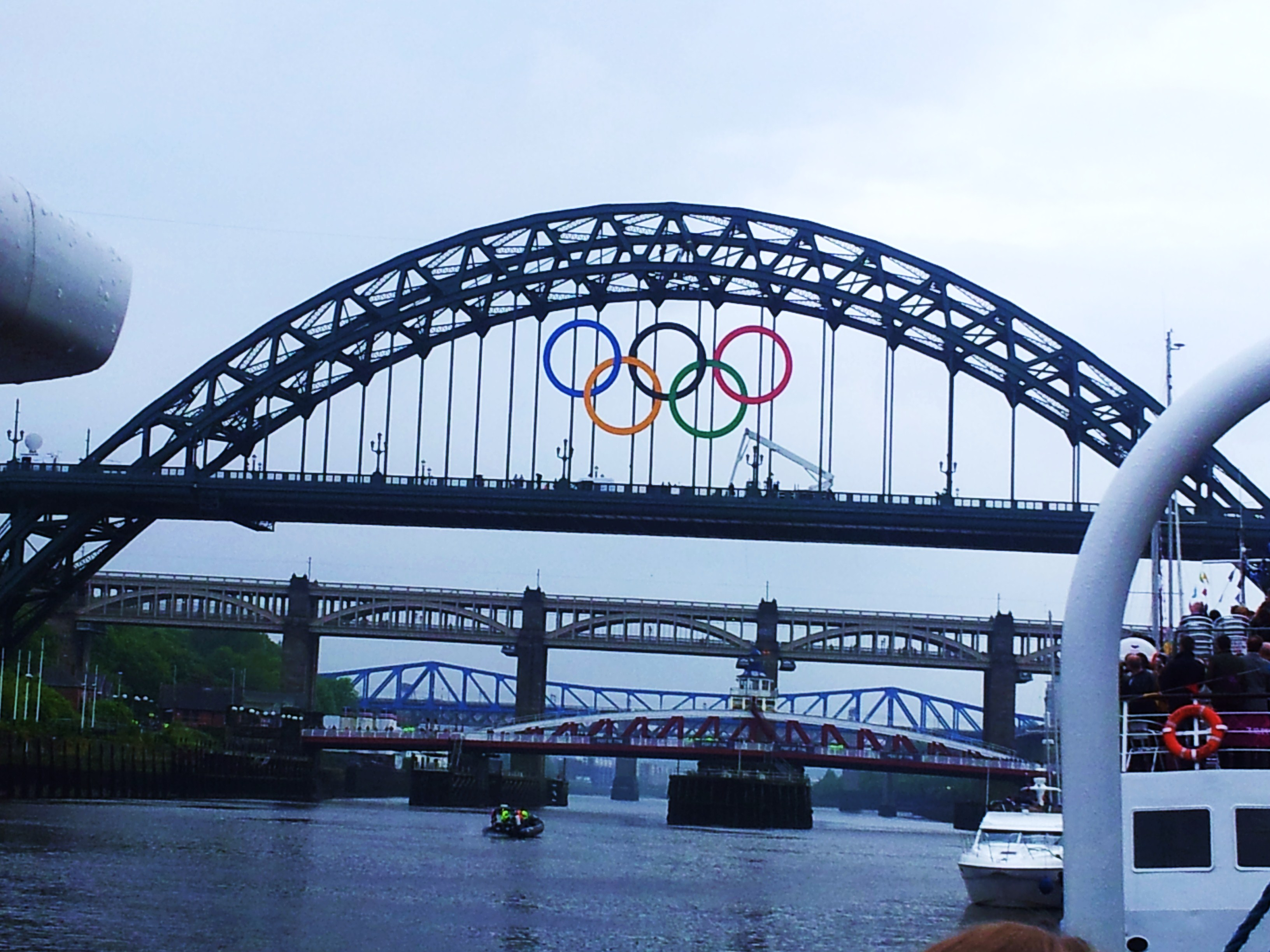
Los aros olímpicos en el puente

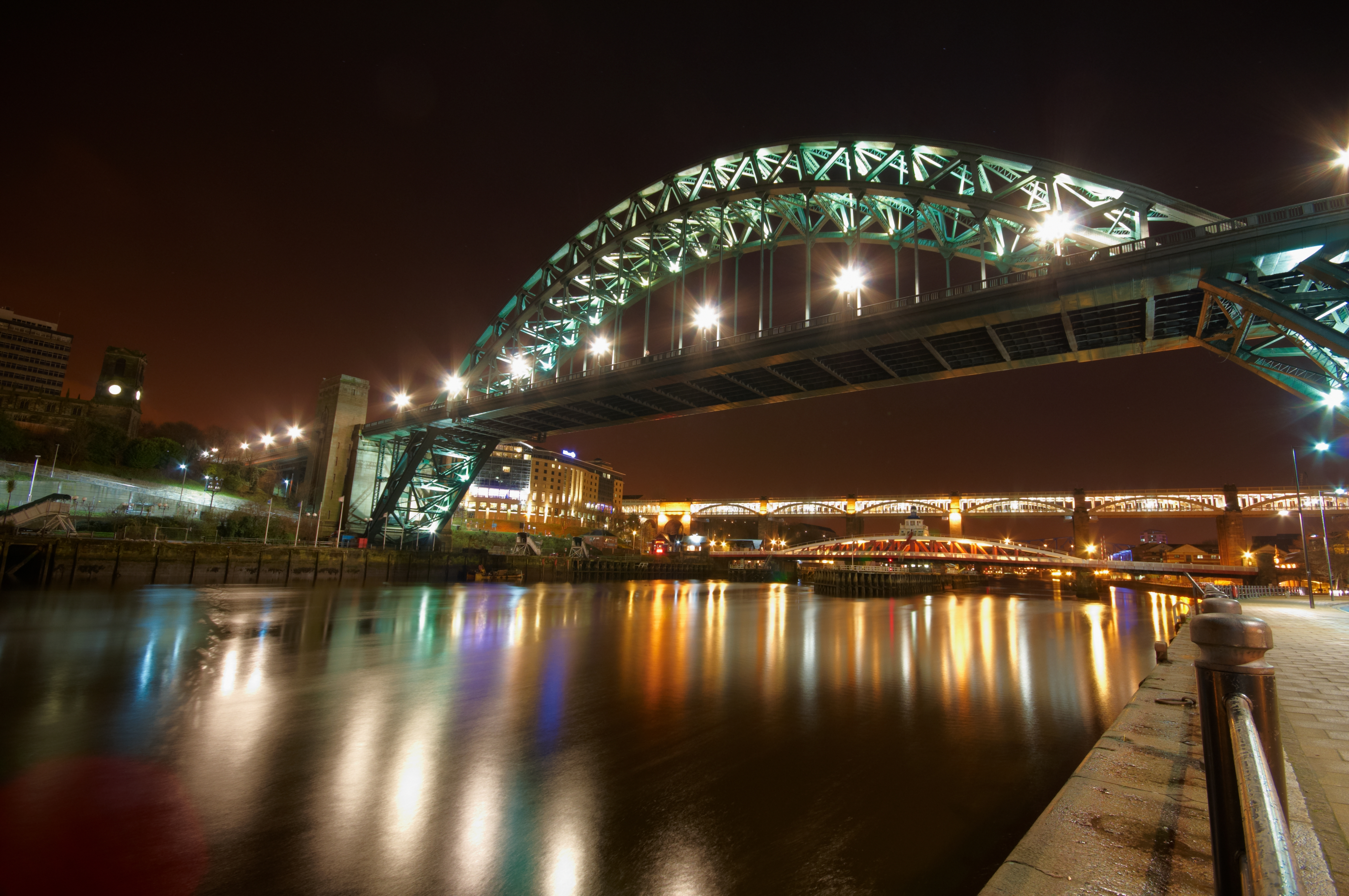
Una vista nocturna del puente del Tyne tomada desde la orilla norte, mirando hacia el oeste

En 2012, se erigieron en el puente los aros olímpicos más grandes del Reino Unido, fabricados por los especialistas en señalización comercial Signmaster ED Ltd de Kelso. Los anillos superaban 25 x 12 metros (27,3 x 13,1 yd) y pesaban más de cuatro toneladas. La instalación formó parte de los actos con los que se celebró que Newcastle albergara el torneo olímpico de fútbol y el relevo de la antorcha olímpica, en el que el aventurero Bear Grylls se descolgó desde lo alto del arco hasta el muelle de Gateshead.
El 28 de junio de 2012 cayó un rayo sobre el puente del Tyne, iluminando el entorno debido a que el cielo estaba muy oscuro. La tormenta eléctrica llegó con fuertes lluvias (la cantidad de lluvia de un mes en solo dos horas) y provocó inundaciones en Tyneside.
En 2015, Newcastle upon Tyne fue ciudad anfitriona de la Copa Mundial de Rugby. Se jugaron tres partidos en St James's Park, sede del Newcastle United Football Club. En reconocimiento, se instaló un gran letrero luminoso en el puente del Tyne. De manera similar, el puente aparecía en un anuncio oficial de la BBC para promocionar las retransmisiones de la Copa Mundial de la Liga de Rugby 2021, haciendo mención a Newcastle como ciudad anfitriona del evento.
El 13 de noviembre de 2017, el puente del Tyne fue la sede de la final de Freedom on the Tyne, como parte del festival Freedom City 2017. El festival conmemoró la historia de los derechos civiles de Newcastle y los 50 años transcurridos desde la visita de Martin Luther King a la ciudad, cuando King recibió un título honorífico de la Universidad de Newcastle upon Tyne.
La Universidad de Newcastle y los organizadores de Freedom City 2017 querían utilizar el puente del Tyne para recordar simbólicamente la historia del puente Edmund Pettus localizado en Selma (Alabama), donde King participó en uno de los momentos clave de la lucha por los derechos civiles en 1965. Se cerraron 24 carreteras alrededor del puente durante el día que duró el evento, en el que se presentaron muchos casos de la lucha por los derechos civiles a lo largo de la historia. El evento final giró en torno a la marcha de Jarrow, que se describió como un cierre memorable del festival.

## Mantenimiento
El puente ya había sido sometido a una reforma importante en 2001.
En junio de 2022, el Departamento de Transporte del Reino Unido y el gobierno local financiaron la renovación cíclica del puente. Los costos aumentaron de 12 a 32 millones de libras durante el período objeto del acuerdo. El 11 de septiembre de 2023 se iniciaron las obras y se estimaba que las obras durarían cuatro años. El acuerdo implicó un repintado completo de la estructura de acero para evitar su oxidación. Los gobiernos locales de Newcastle y de Gateshead también contrataron trabajos para abordar por su cuenta actuaciones estructurales urgentes, incluidas reparaciones de acero y de hormigón, reemplazo de juntas de puentes, mejoras del drenaje, impermeabilización y repavimentación, y parapetos de protección. El trabajo en la plataforma del puente principal comenzó en abril de 2024 y se esperaba que estuviese terminado a tiempo para el centenario del puente en 2028.

## Catalogación con el Grado II*
El 23 de agosto de 2018, el puente fue catalogado con el Grado II* por Historic England. La calificación significa que el puente es "una estructura particularmente importante de interés más que especial". La declaración fue tramitada por el Departamento de Digital, Cultura, Medios y Deportes, siguiendo el consejo de la Historic England.
El puente fue actualizado al Grado II* por su interés arquitectónico e histórico, como se describe aquí:

Interés arquitectónico:
Un sorprendente diseño de arco de acero, en su construcción, notable como el puente de arco de acero de un solo tramo más grande de las Islas Británicas, similar al preparado para el puerto de Sídney, en Australia. El arco principal fue diseñado por el eminente ingeniero civil (Sir) Ralph Freeman; siendo el prototipo de un método de construcción con voladizos sucesivos, mediante cables, cunas y grúas, desarrollado también para el puerto de Sídney, pero probado por primera vez en Newcastle. Sus torres neoclásicas y art decó bien detalladas y definidas, son un potente símbolo del carácter y orgullo industrial de Tyneside. El puente es reconocido mundialmente por su espectacular diseño.

Interés histórico:
Está asociado con algunos de los ingenieros civiles más distinguidos del siglo XX. Uno de sus ingenieros es Sir Ralph Freeman, diseñador de algunos de los puentes más impresionantes del mundo. Freeman fue uno de los fundadores de Freeman Fox & Partners, proyectistas de puentes de renombre en todo el mundo.

## Colonia de gaviotas
El puente y las estructuras cercanas son utilizados como lugar de anidamiento por una colonia de alrededor de 700 parejas de gaviotas tridáctilas, la colonia situada más tierra adentro del mundo. La colonia apareció en el programa  Springwatch de la BBC en 2010. Varios grupos, incluida la Sociedad de Historia Natural de Northumbria y los Wildlife Trusts locales, formaron una "Asociación Tyne Kittiwake" para salvaguardar la colonia. En 2011 se presentó una propuesta para construir una torre como lugar de anidamiento alternativo, y en noviembre de 2015 un hotel vecino presentó una solicitud de planificación de medidas para mantener alejadas a las aves del edificio.